# Evangelische Kirche (Tiefenbach)

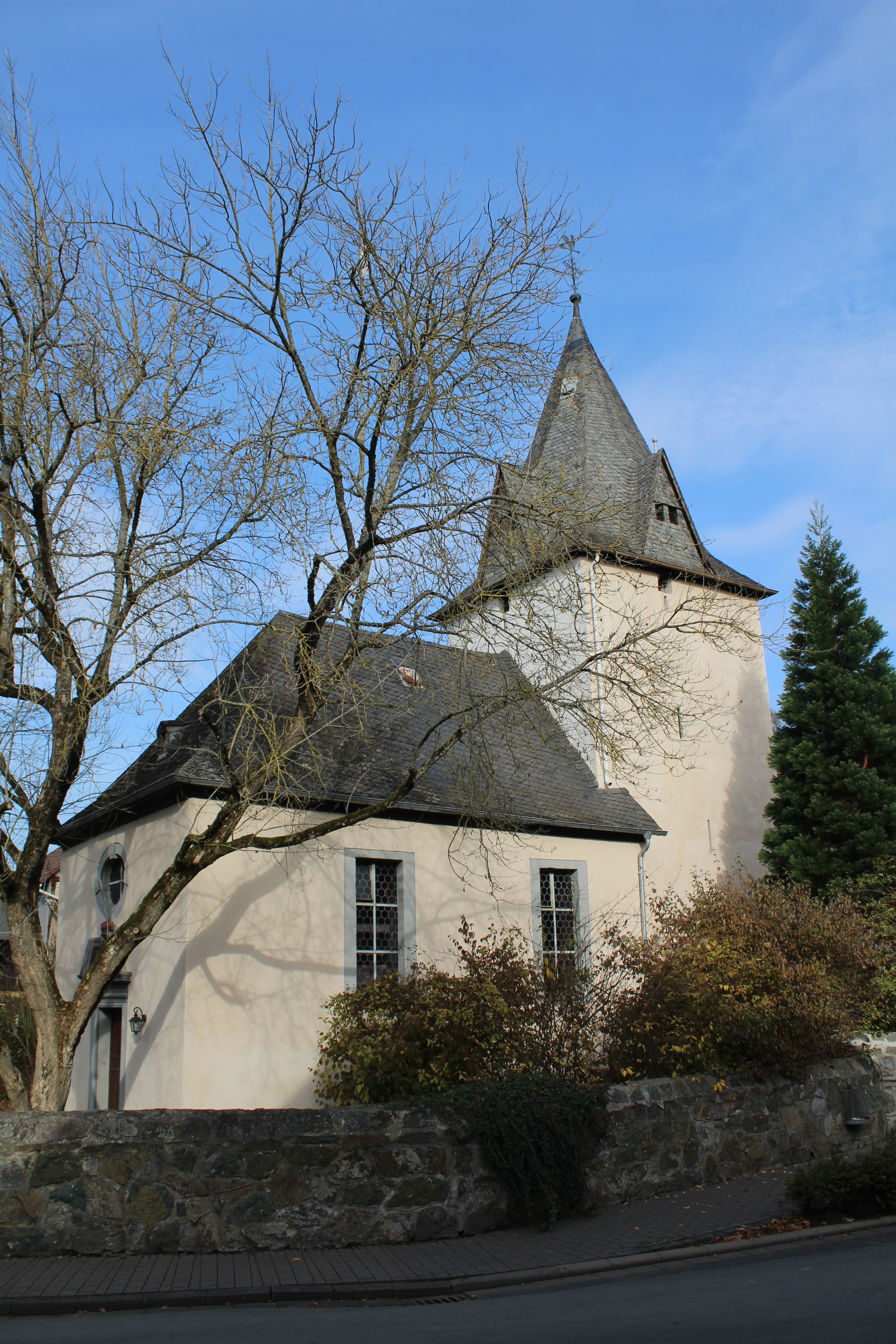
Evangelische Kirche Tiefenbach

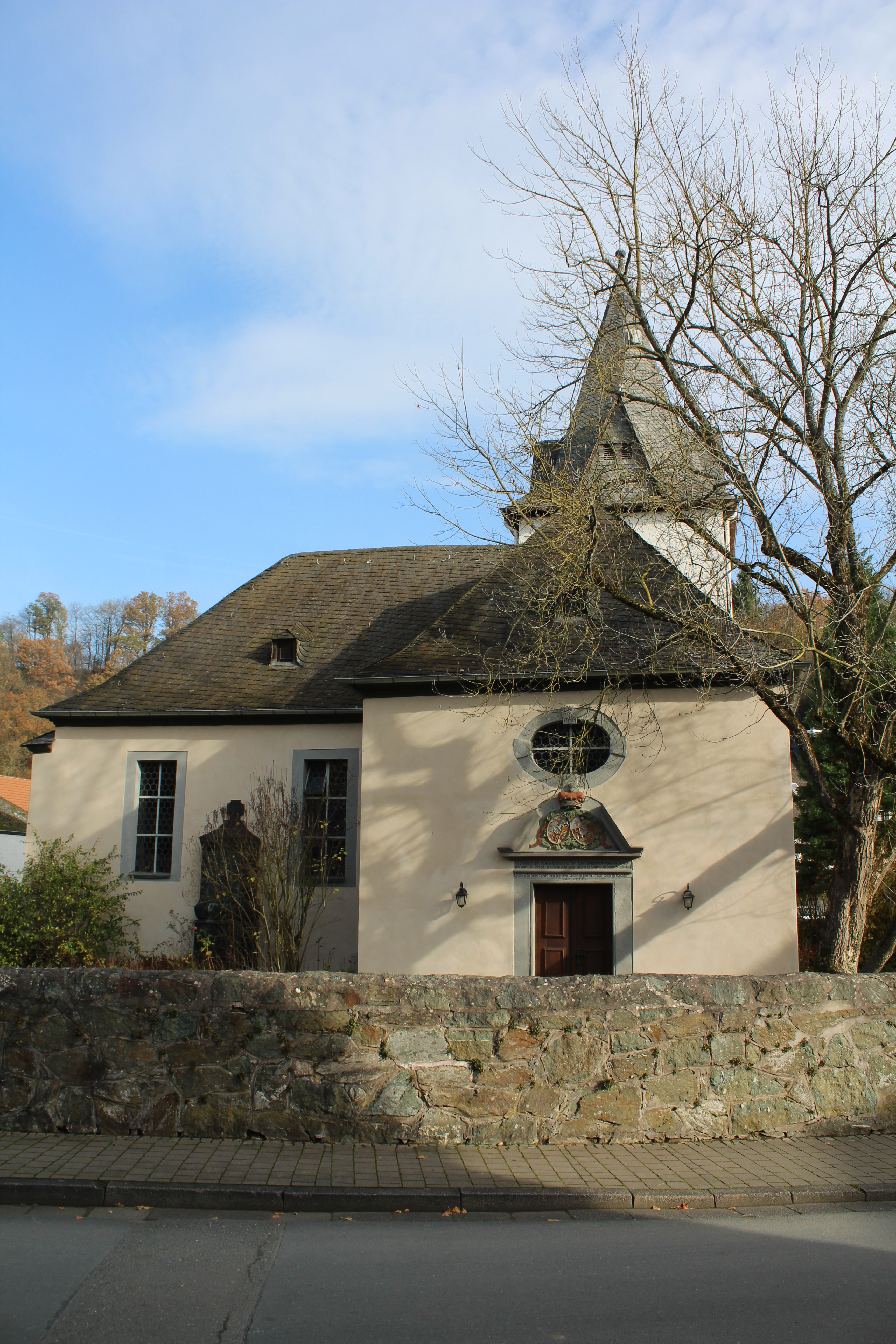
Ansicht von Westen

Die Evangelische Kirche in Tiefenbach, einem Stadtteil von Braunfels in Mittelhessen, ist eine Chorturmkirche. Der gedrungene, wehrhafte Turm stammt aus gotischer Zeit, das Kirchenschiff erhielt 1713/1714 durch einen Nordanbau sein heutiges Aussehen. Das Gebäude ist aufgrund seiner geschichtlichen, künstlerischen und städtebaulichen Bedeutung hessisches Kulturdenkmal.

## Geschichte
Die Errichtung des Chorturms wird um das Jahr 1300 angenommen. Das Kirchenschiff wurde spätestens in der Mitte des 15. Jahrhunderts angebaut, da seit dieser Zeit der Friedhof genutzt wurde. Im Mittelalter war Tiefenbach Filialort von Leun und gehörte zum Archipresbyterat Wetzlar im Archidiakonat St. Lubentius Dietkirchen in der Erzdiözese Trier.
Die Reformation wurde wohl 1549 unter dem Leuner Pfarrer Siegfried Textor eingeführt. Unter Graf Konrad von Solms-Braunfels folgte ein Wechsel zum reformierten Bekenntnis. In den Wirren des Dreißigjährigen Krieges wurde die Kirchengemeinde von 1626 bis 1632 unter den Spaniern katholisch, um anschließend zum evangelischen Glauben zurückzukehren.
An das geostete Schiff wurde 1713/1714 ein großer Nordflügel angebaut, weil die Kirche zu klein geworden war. Durch die neue Nord-Süd-Ausrichtung im Inneren wurde das alte Schiff zum Westflügel. Bis 1716 schaffte die Gemeinde eine neue Innenausstattung an. 1718 wurde Tiefenbach zur selbstständigen Pfarrei erhoben, fiel 1721 aber wieder an Leun zurück, da kein Pfarrhaus in Tiefenbach finanziert werden konnte.
In der Mitte der 1960er Jahre folgte eine Umgestaltung des Innenraums. Die Orgel erhielt 1965 auf einer Empore im Chor ihren neuen Aufstellungsort. In diesem Zuge wurde der Fürstenstuhl unter der Orgelempore, der später als Ältestensitz diente, und der größere der beiden Kirchenstühle für die Familie Simon am Haupteingang entfernt. Bei der umfassenden Sanierung und Innenrenovierung im Jahr 1980 wurden die erhaltene Reste dieses Kirchenstuhls für eine Sakristei unter der Orgelempore wiederverwendet. Die Kirchenmaler Karl Faulstich und Bernd Beierlein legten die barocken Malereien wieder frei und ergänzten sie. Die Deckenbalken, die bis dahin unter Putz lagen, wurden ebenfalls freigelegt, angefaulte Balken ersetzt und oben auf dem Dachstuhl durch Stahlbolzen fixiert. Seitdem stützt ein großer Doppel-T-Träger die Decke im Bereich der Kanzel und den Mauerbogen im Turm über der Orgel.
Die Kirchengemeinde gehörte bis Ende 2018 zum Kirchenkreis Braunfels, der 2019 in den Evangelischen Kirchenkreis an Lahn und Dill in der Evangelischen Kirche im Rheinland aufging.

## Architektur

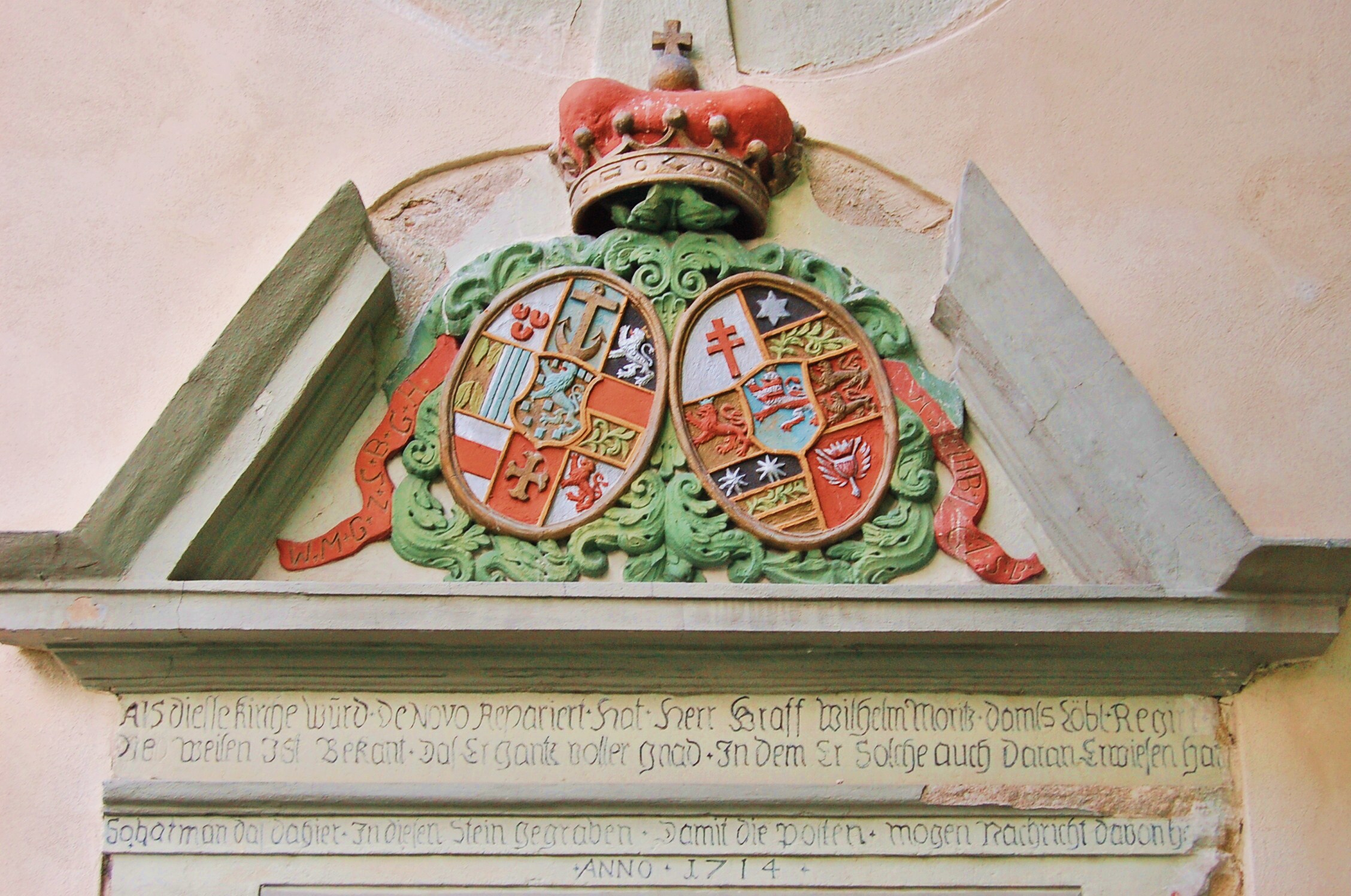
Doppelwappen am Westportal von 1714

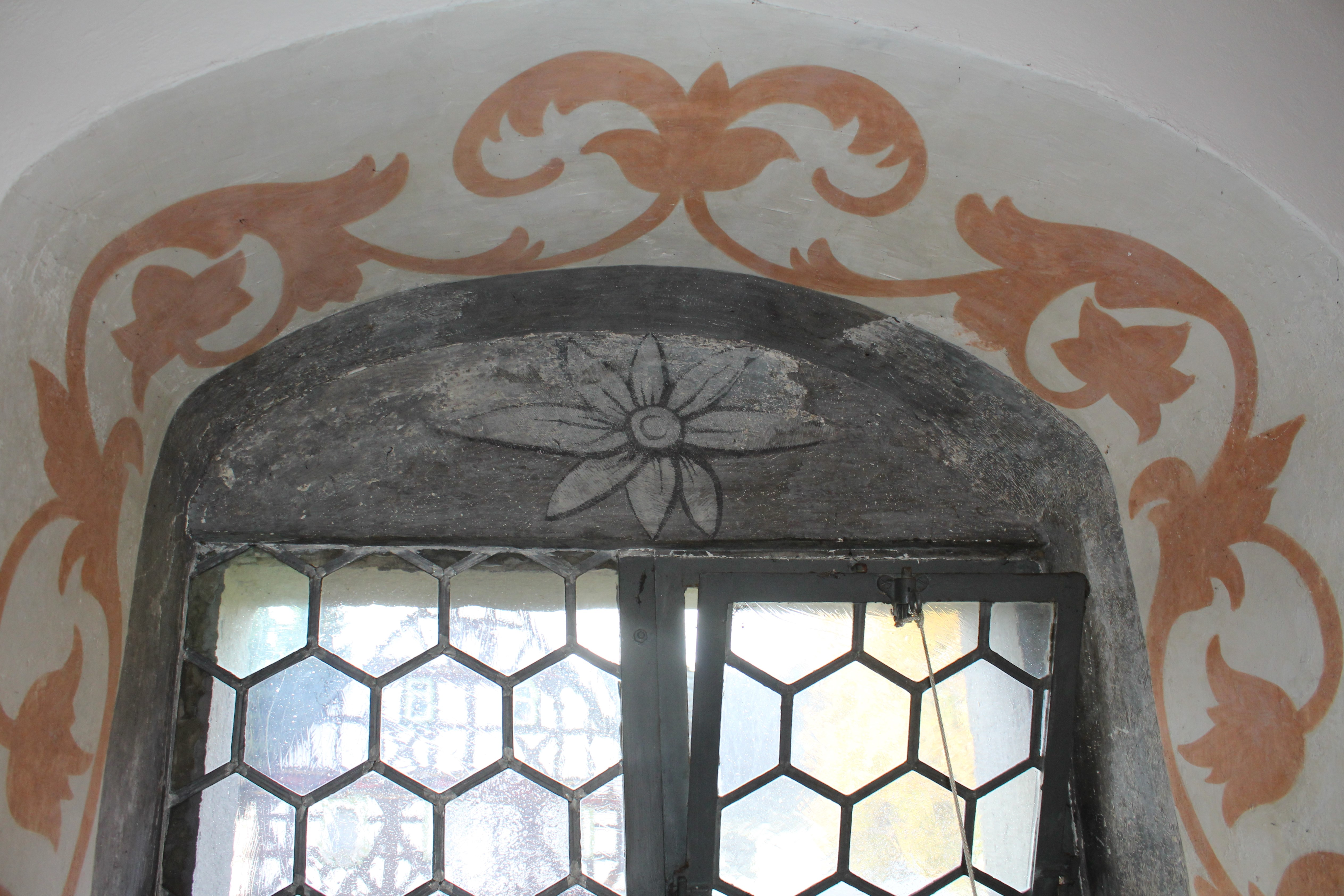
Rankenmalereien an den Fensterlaibungen

Die nicht exakt geostete, sondern nach Ost-Nordost ausgerichtete, weiß verputzte Chorturmkirche ist im Ortszentrum an einer verzweigten Straßenkreuzung errichtet. Sie liegt inmitten eines umfriedeten Kirchhofs, dessen Mauern erhalten sind, aber im südlichen Bereich aufgrund der Straßenerweiterung verlegt wurden. Die drei Baukörper – frühgotischer Chorturm, spätgotisches Schiff und barocker Nordflügel – ergeben einen T-förmigen Grundriss einer evangelischen Predigtkirche.
Ältester Baukörper ist der mittelalterliche, massiv aufgemauerte Turm auf quadratischem Grundriss. Auf den wehrhaften Charakter weisen die mächtigen Mauern und die Schießscharten. Der Turm ist gegenüber dem Schiff etwas eingezogen. Das hochrechteckige Ostfenster geht auf die 1710er Jahre zurück. Der Turm wird von einem verschieferten oktogonalen Spitzhelm bedeckt, aus dem vier dreieckige Gauben mit je zwei kleinen rechteckigen Schalllöchern für das Geläut hervortreten. Die Turmspitze wird von einem Turmknauf, einem verzierten Kreuz und einem Wetterhahn bekrönt.

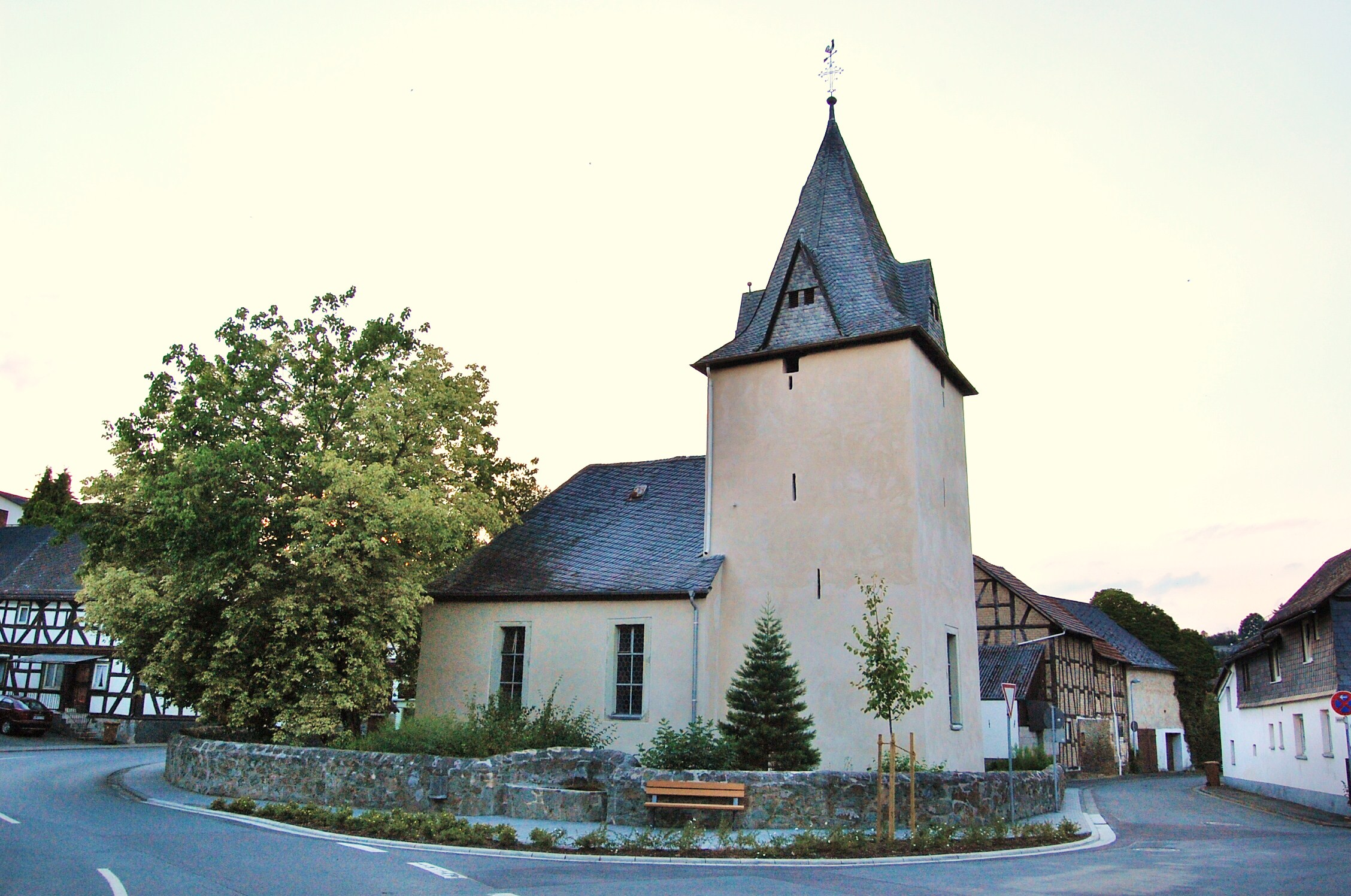
Tiefenbacher Kirche, links (gegenüber vom Westportal) das älteste Schulgebäude des Ortes (als Schule genutzt 1684–1847)

Durch den barocken Nordflügel von 1714 erhielt die Kirche ihre heutige Gestalt. Schiff und Anbau werden von verschieferten Walmdächern bedeckt. Das alte Schiff wird an der Südseite durch zwei schlichte hochrechteckige Fenster belichtet und der Nordflügel an den Langseiten durch je zwei Rechteckfenster. Zwei hochrechteckige Portale von 1714 erschließen das Gotteshaus, ein schlichtes Portal im Norden und ein aufwendig gestaltetes Westportal, das über dem Architrav einen gebrochenen Giebel hat, der das Allianzwappen des Bauherrn Wilhelm Moritz von Solms-Braunfels und seiner Frau Magdalena Sophie, geb. von Hessen-Bingenheim, zeigt. Auf dem Türsturz ist als Bauinschrift zu lesen: „Als diesse kirche wurd de novo Repariert * hat * herr Graff Wilhelm Moritz * damals Löbl* Regirt * / Die weilen Ist Bekant * Das Er gantz voller gnad * In dem Er Solche auch Daran Erwiesen hat / So hat man das dahier * In diesen Stein gegraben * Damit die posten * mogen nachricht davon ha[ben] / * ANNO * 1714 *“. Die beiden ovalen Wappen werden durch grünes Rankenwerk verbunden, dem eine Krone aufgesetzt ist und an dessen Seiten purpurrote Bänder mit den Initialen des Grafenpaares hervortreten: W * M * G * Z * S * B * G * H steht für Wilhelm Moritz Graf zu Solms-Braunfels-Greifenstein-Hungen und M * S * L * Z * H * B */ G * Z * S * B für Magdalene Sophie Landgräfin zu Hessen-Bingenheim, Gräfin zu Solms-Braunfels. Im Okulus über dem Portal hat der Kirchenbaumeister Major Johann Georg Simon im Schlussstein seine Initialen und den 8. Oktober 1714 als Einweihungstag angebracht.

## Ausstattung

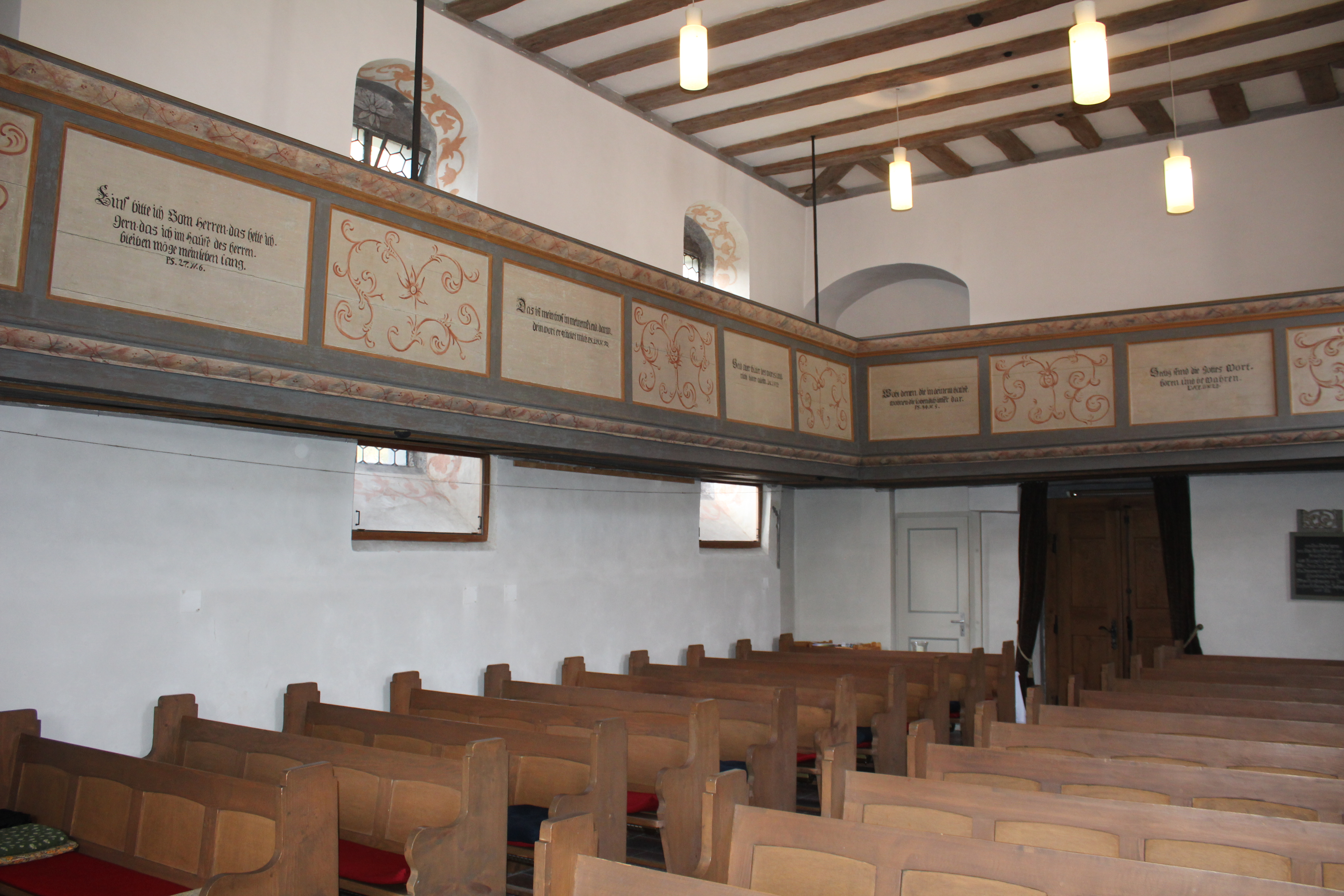
Innenraum: Nordanbau

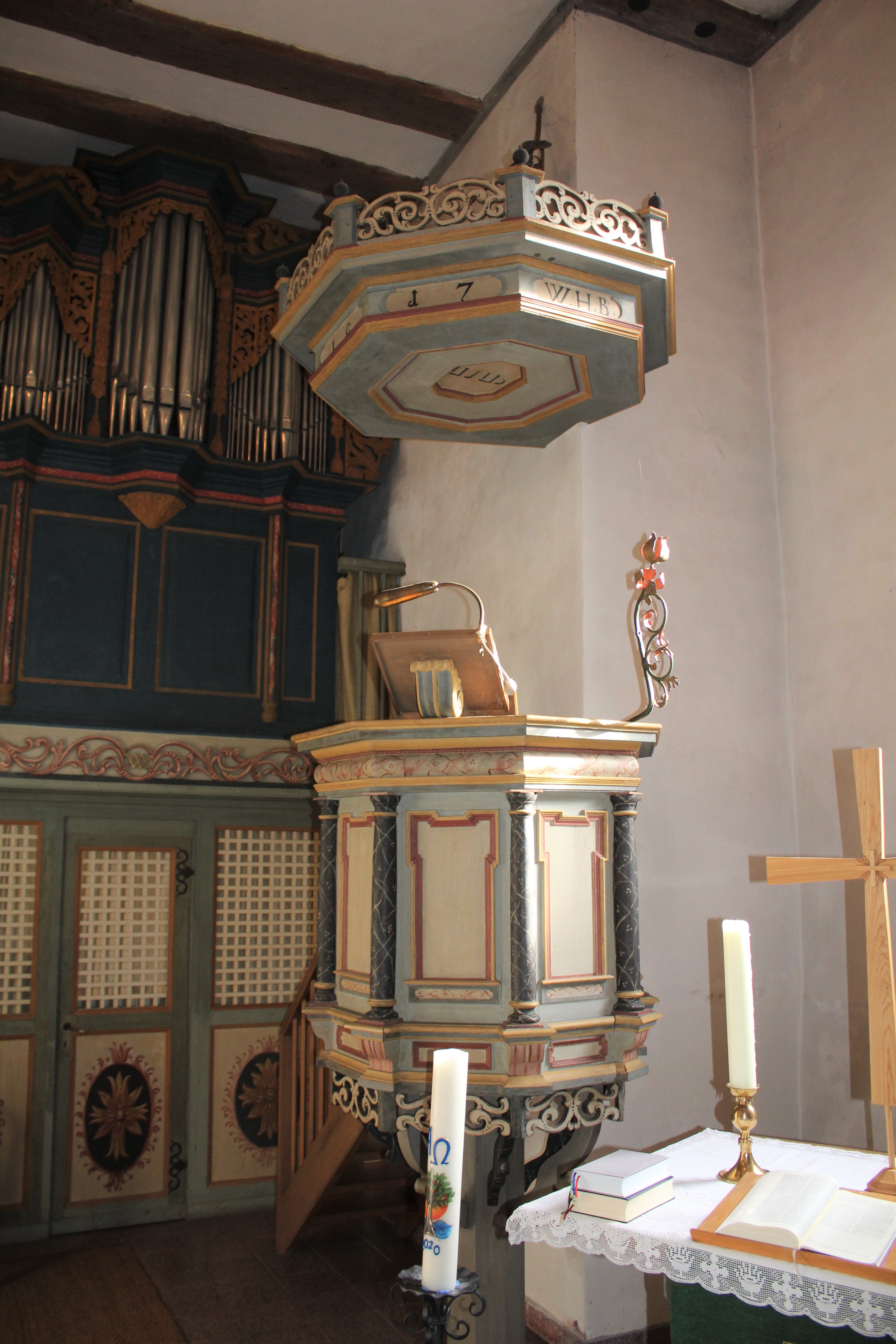
Kanzel

Der Innenraum wird von einer Holzbalkendecke abgeschlossen. In den Nordflügel ist eine Winkelempore eingebaut, dessen kassettierte Füllungen mit Bibelversen und Rankenmalereien im Wechsel verziert sind. Die lange Westempore trägt die Bibelverse Ps 34,4 , Ps 26,8 , Ps 27,4 , Ps 119,50  und Jak 1,22  und die Nordempore die Verse Ps 84,5  und Lk 11,28 . Die Unterseiten der Emporen sind mit kleinen Sternen und Blumen bemalt. Die Fensterlaibungen weisen innen ebenfalls stilisierte Rankenmalereien (1714–1716) mit Blüten auf und schließen mit einem Korbbogen ab. Das hölzerne Kirchengestühl lässt einen Mittelgang frei.
Entsprechend reformierter Tradition gibt es einen schlichten Abendmahlstisch statt eines Altars. Der kleine Tisch hat eine weit überstehende Platte und steht auf gedrechselten Füßen. Die hölzerne, polygonale Kanzel ist an der Südwand auf einem achteckigen Fuß aufgestellt. Die Kanzelfelder werden durch Dreiviertelsäulen gegliedert. Der achteckige Schalldeckel trägt an der Unterseite das hebräische Tetragramm JHWH, allerdings durch ein Versehen des Malers seitenverkehrt. Der Deckel, der von Flachschnitzwerk bekrönt wird, ist mit der Jahreszahl 1716 bezeichnet, soll angeblich aber wie der Tisch aus dem Jahr 1687 stammen. Die Initialen W H B weisen auf Pfarrer Wilhelm Heinrich Breußing und I G auf den Schultheißen Johannes Geyl.
Unter der Westempore ist der Kirchenstuhl der Familie Simon von 1714–1716 eingebaut, der im unteren Bereich profilierte Füllungen und im oberen Bereich durchbrochenes Gitterwerk hat. An der Südseite ist oben der Bibelvers aus Ps 73,28  gemalt und an der Ostseite die Initialen I G S für Johann Georg Simon. Der Stuhl wird oben mit feinem durchbrochenem Rankenwerk abgeschlossen. Unter der Ostempore, die als Orgelempore dient, ist aus den erhaltenen Teilen des anderen Kirchenstuhls für Familie Simon, der ursprünglich beim Haupteingang stand, eine hölzerne Wand eingebaut. Sie trennt heute die Sakristei und den Aufgang zur Orgelempore ab. Die Wand hat oben durchbrochenes Rautenwerk und unten weiße Füllungen mit großen gelben Blüten in einem schwarzen Medaillon, das von rosa Rankenwerk umgeben wird.

## Orgel

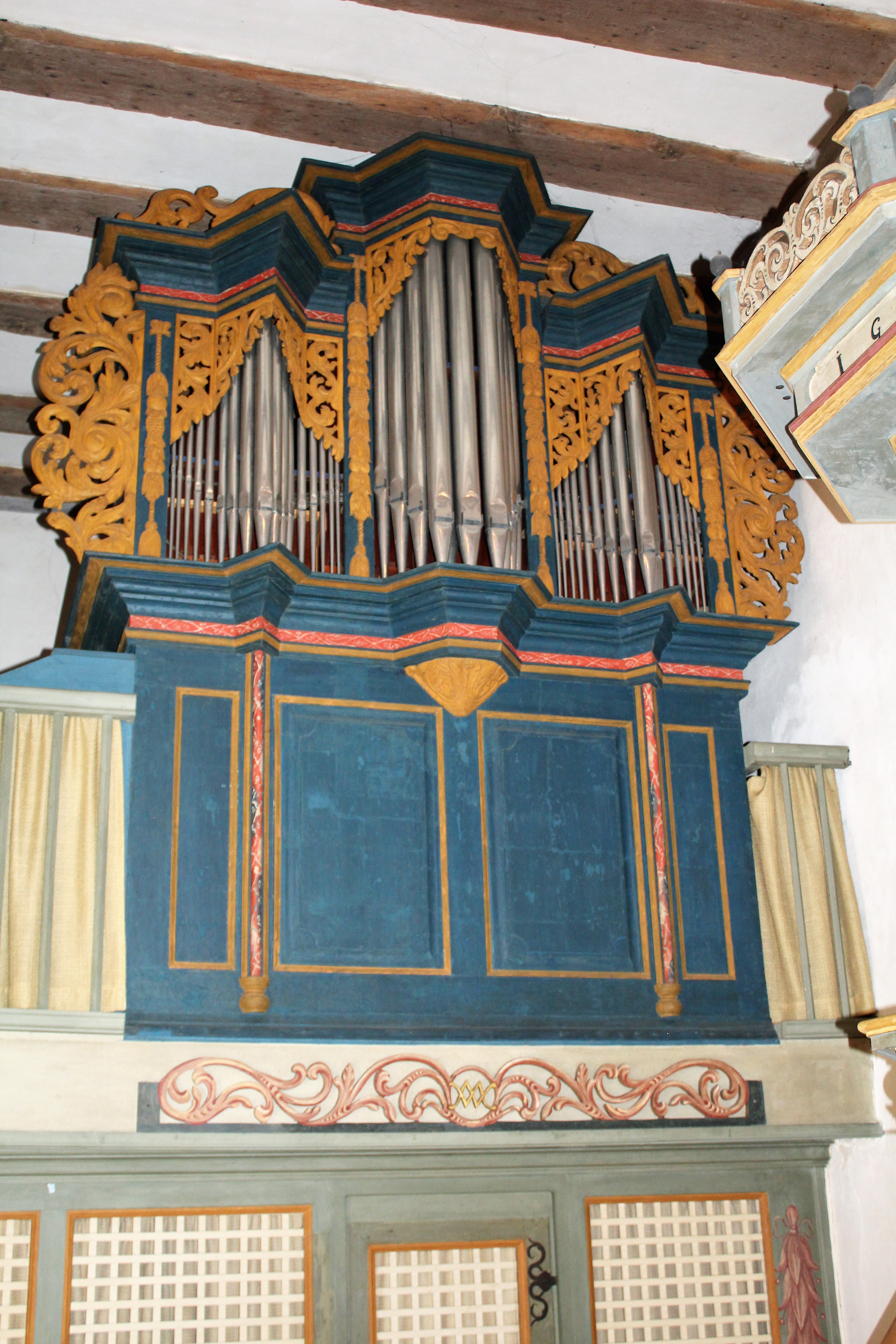
Historischer Orgelprospekt

Die Orgel ähnelt vom Prospekt und der Disposition dem Instrument in Ulm (Greifenstein), das 1774 von Friedrich Dreuth gebaut wurde. Der dreiachsige Prospekt hat einen trapezförmigen, überhöhten Mittelturm, der von zwei Spitztürmen flankiert wird, die ohne Lisenen aus den Pfeifenfeldern hervortreten. Die vier vorhandenen Lisenen sind mit Blütenkordeln belegt. Die Schleierbretter der Pfeifenfelder, die Gesimsbekrönungen und die ausladenden seitlichen Blindflügel bestehen aus geschnitzten Akanthusranken in ockerfarbener Fassung, das sich vom blauen Gehäuse abhebt.
Die Orgel verfügt über elf Register auf einem Manual und Pedal mit insgesamt 654 Pfeifen. Im Jahr 1965 führte die Firma Orgelbau Hardt einen technischen Neubau hinter dem alten Prospekt durch. Die Disposition lautet wie folgt:
| I Manual C–g3 |       |
| Gedackt       | 8′    |
| Prinzipal     | 4′    |
| Gedackt       | 4′    |
| Waldflöte     | 4′    |
| Quinte        | 2 ⁄3′ |
| Oktave        | 2′    |
| Oktave        | 1′    |
| Mixtur III    | 1′    |

| Pedal C–f1 |     |
| Subbass    | 16′ |
| Octavbass  | 8′  |
| Choralbass | 4′  |

- Koppel: I/P

## Glocken

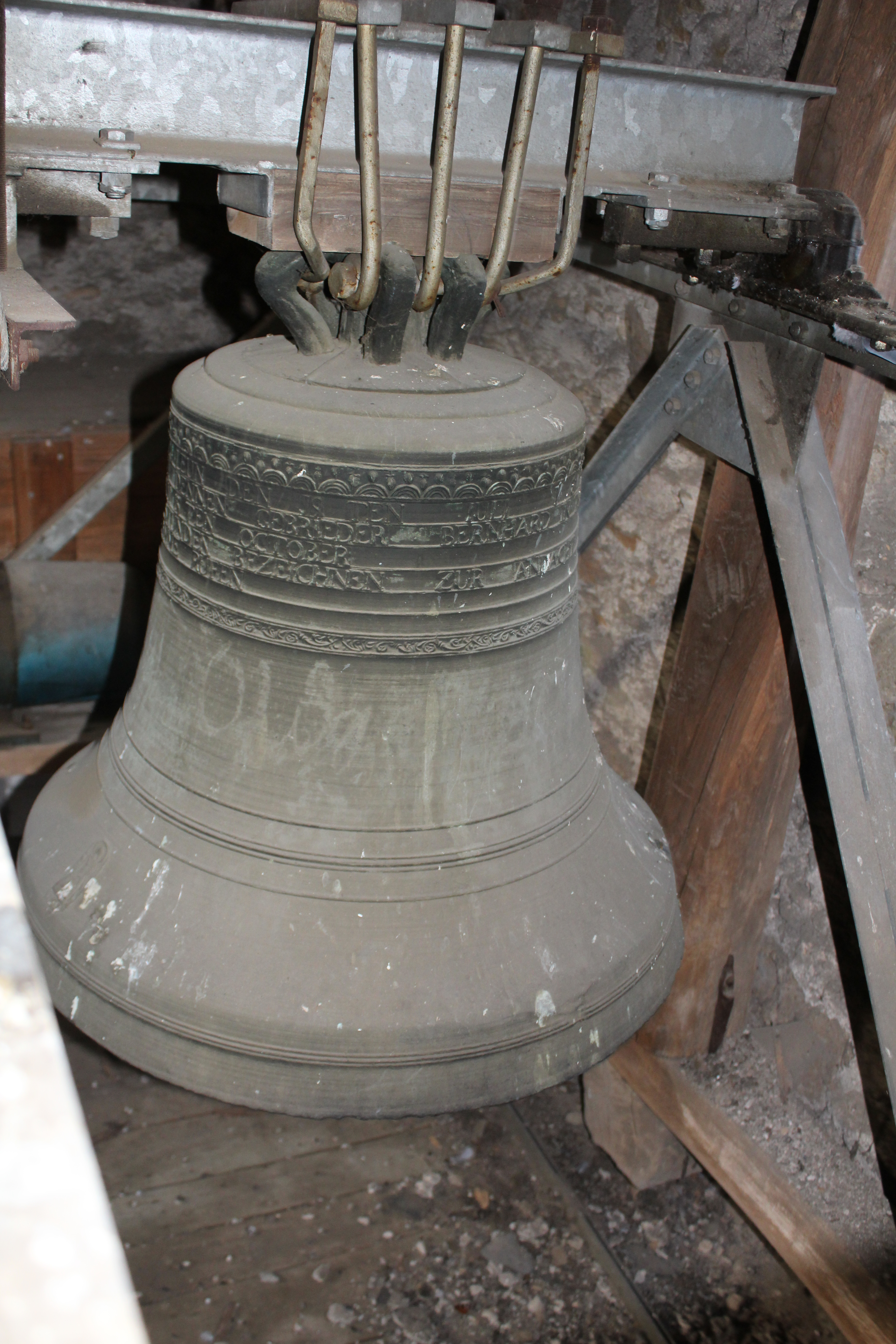
1822 umgegossene Bernhard-Glocke

Der Kirchturm beherbergt ein Zweiergeläut. Im Jahr 1601 goss Hans Kerle aus Frankfurt für Leun eine Glocke, die 1822 zersprang und von den Glockengießern Bernhard aus Tiefenbach im selben Jahr umgegossen wurde. Sie trägt die Inschrift: „SIE ZERSPRANG STUERMEND BEIM BRAND ZU LEUN DEN 18 TEN JULI 1822 UND WARD WIEDER NEU UMGEGOSSEN VON DENNEN GEBRIEDERN BERNHARD VON TIEFENBACH AUF KOSTEN DER GEMEINDE ZU TIEFENBACH DEN 15 TEN OCTOBER ZUR ANDACHT UND MOECHTE SIE KUENFTIG NUR GLUECKLICHE STUNDEN BEZEICHNEN NIE ODER SOLDEN ZUM LOESCHEN DER FLAMME RUFEN.“ Eine weitere Bernhard-Glocke von 1858 (188,5 kg) wurde im Ersten Weltkrieg an die Rüstungsindustrie abgeliefert und eingeschmolzen. Die heutige zweite Glocke goss Rincker nach 1948. Sie trägt als Inschriften an der Krone den Bibelvers „O LAND LAND HOERE DES HERRN WORT“ (Jer 22,29 ) und am Wolm den Liedvers „ACH BLEIB MIT DEINEM WORTE“. An der Flanke ist ein großes Christusmonogramm zu sehen.